# 잠실 아프리카 콜로세움
잠실 아프리카 콜로세움(Jamsil afreeca Colosseum)은 대한민국 서울특별시 송파구에 위치한 e스포츠 경기장이다.

## 대회

### 현재
- 아프리카TV 펍지 리그
- 펍지 위클리 시리즈: 코리아
- 배틀그라운드 스매쉬 컵
- 카트라이더: 드리프트 리그

### 과거
- 아프리카TV 스타리그 (~2020)
- 오버워치 컨텐더스 코리아 (~2020)

## 같이 보기
- E스포츠
- 대한민국의 e스포츠 경기장 목록